# Estádio Mané Garrincha
Das Estádio Mané Garrincha war ein Fußballstadion in der brasilianischen Hauptstadt Brasília, welches im Jahr 2010 bis auf die Grundmauern abgerissen wurde, um dem Neubau des Estádio Nacional de Brasília Mané Garrincha für die Fußball-Weltmeisterschaft 2014 Platz zu machen. Die alte Haupttribüne wurde in den Neubau integriert.

## Geschichte
Das Estádio Mané Garrincha war Teil einer Anlage, die zahlreiche Stätten für Sportarten wie Turnen, Judo und Tanzen angeboten hat. Das 1974 erbaute Stadion hatte eine Kapazität für 53.250 Zuschauern, welche in späterer Zeit aus Sicherheitsgründen auf 45.200 Plätze limitiert wurde. Es war Eigentum des Ministeriums für Sport, Lehre der Leibesertüchtigung und Erholung des Hauptstadtdistriktes. Benannt war es nach Mané Garrincha, einem der herausragenden Fußballspieler des 20. Jahrhunderts und zweifachen Weltmeister, und wurde in der Hauptsache für Fußballspiele verwendet. Der Zuschauerrekord datiert vom 20. Dezember 1998, als sich 51.000 Zuschauer einfanden, um den 3:0-Erfolg der Gastgeber SE Gama gegen den Londrina EC aus Paraná zu verfolgen.

## Galerie

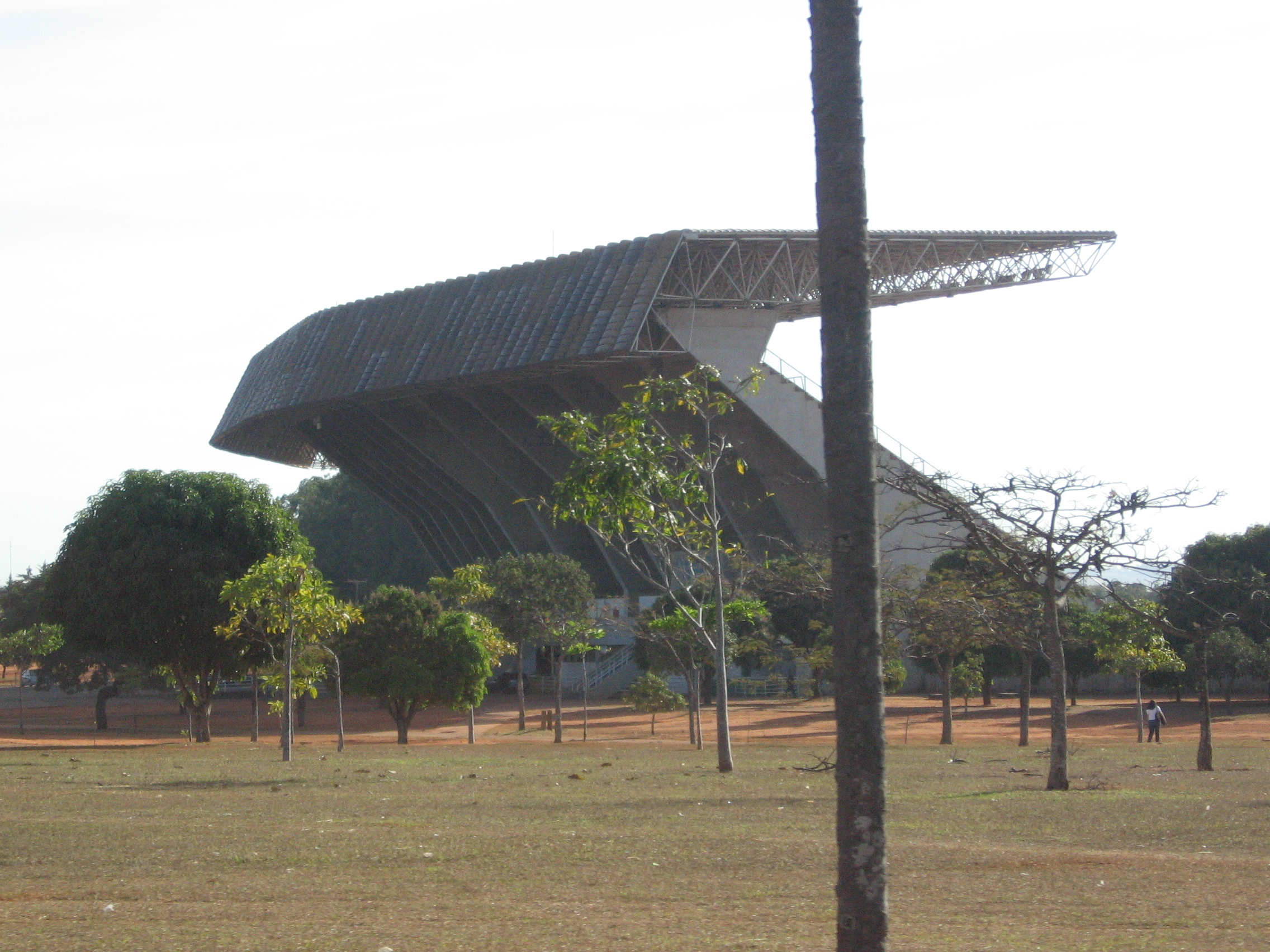
Ansicht des Stadions 2007
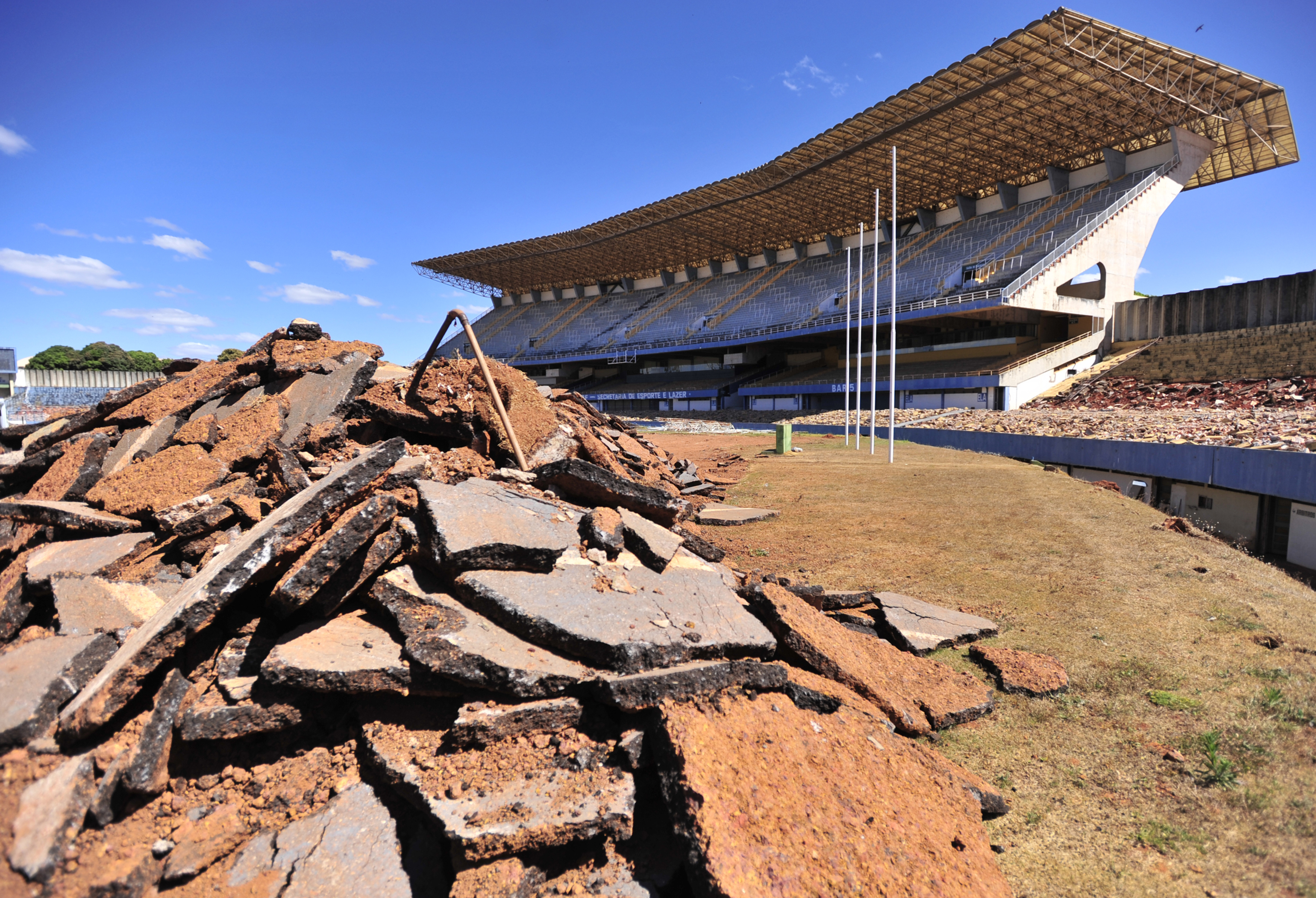
Haupttribüne nach Abriss am 27. Juli 2010